# Al Borde
Al Borde es una revista estadounidense de música fundada en Los Ángeles en 1997 dedicada al público hispano. Su periodicidad es bisemanal y su contenido es especializado en nueva música rock en español local e internacional. La revista está dirigida por Jesús Olvera.
En cada número se publica un espacio dedicado a álbumes (nacionales e internacionales), singles, canciones, películas y conciertos. En marzo publica una lista con las preferencias de los lectores.
La revista a lo largo de su existencia ha cubierto entrevistas a artistas como The Mars Volta, Ozomatli, Café Tacvba, Greasy Grapes e inclusive Alejandro Sanz.
En 2007, la revista ha celebrado su número 200 con los momentos más emblemáticos de la escena roquera en español. Previamente publicó 2 listas especializadas:«Las 500 canciones del rock iberoamericano» que contó con cobertura en medios como La Nación de Chile y «Los 250 álbumes del rock iberoamericano».